# Rhyme royal
La rhyme royal, o rime royale, è una tipologia di stanza (o strofa) che consiste in sette versi, solitamente pentametri giambici.

## Schema ritmico
Lo schema classico della rhyme royal è A-B-A-B-B-C-C, ma a sua volta può essere costruito mediante l'utilizzo di una terzina e due distici o da una quartina e una terzina.
Il Troilo e Criseide di Geoffrey Chaucer è un esempio di terzina e doppio distico:
The double sorwe of Troilus to tellen,
That was the king Priamus sone of Troye,
In lovinge, how his aventures fellen
Fro wo to wele, and after out of Ioye,
My purpos is, er that I parte fro ye,
Thesiphone, thou help me for tendyte
Thise woful vers, that wepen as I wryt
Mentre la poesia di Thomas Wyatt, They flee from me that sometime did me seek è un esempio di quartina e terzina:
They flee from me that sometime did me seek
With naked foot, stalking in my chamber.
I have seen them gentle, tame, and meek,
That now are wild and do not remember
That sometime they put themself in danger
To take bread at my hand; and now they range,
Busily seeking with a continual change.
In letteratura inglese la strofa reale svolge lo stesso ruolo della ottava rima (abababcc) nella letteratura italiana, spagnola e portoghese. 
Nella letteratura italiana lo schema ABABBCC è stato utilizzato da Bernardo Tasso nell'inno “A Diana”, che consta di tredici strofe eptastiche 11a/7b/11a/7b/7b/7c/11c. 
Pon freno, Musa, a quel sì lungo pianto
ch' amor t' apre dal core,
e vèstiti di ricco e lieto manto:
rendiamo a quella onore
che col vago splendore
facendo il cielo adorno
mostra quand' è più oscuro un chiaro giorno.